# Matronae Annaneptiae
Die Matronae Annaneptiae (inschriftlich Matribus Annaneptis) sind Matronen, die durch eine Weiheinschrift aus Xanten aus dem 3. Jahrhundert belegt sind.